# Malatschkopf
Malatschkopf är en bergstopp i Österrike.   Den ligger i distriktet Landeck och förbundslandet Tyrolen, i den västra delen av landet, 500 km väster om huvudstaden Wien. Toppen på Malatschkopf är 2 388 meter över havet.
Terrängen runt Malatschkopf är huvudsakligen bergig, men västerut är den kuperad. Närmaste större samhälle är Landeck, 18,3 km öster om Malatschkopf. 
Trakten runt Malatschkopf består i huvudsak av gräsmarker. Runt Malatschkopf är det ganska glesbefolkat, med 27 invånare per kvadratkilometer.